# انتخابات الرئاسة الزامبية 2015
انتخابات الرئاسة الزامبية 2015 هي الانتخابات الرئاسية التي جرت في 26 يناير 2015، لانتخاب رئيس زامبيا، فاز بالانتخابات إدغار لونغو.

## المرشحين
| المرشح      | الحزب | عدد الأصوات |
| ----------- | ----- | ----------- |
| إدغار لونغو |       |             |